# Лиховид Геннадій Григорович
Генна́дій Григо́рович Лихови́д (20 липня 1976 — 12 квітня 2015) — солдат Збройних сил України.

## Життєвий шлях
1991 року закінчив 8 класів Ройлянської ЗОШ, 1992-го — Старокозацьке сільськогосподарське училище, здобув професію механізатора. Пройшов строкову армійську службу, працював у Ройлянці, в колгоспі ім. Карла Маркса протягом 1993—2002 років. У 2002—2010 роках проживав на батьківщині дружини — в селі Павлівка (Фрунзівський район). 2010 року подружжя розлучилося, повернувся до Ройлянки, де й працював.
Мобілізований 6 серпня 2014 року, солдат 28-ї окремої механізованої бригади.
12 квітня 2015-го загинув під час виконання бойового завдання — підірвався на «розтяжці» поблизу села Березове Мар'їнського району.
Похований в селі Ройлянка.
Без батька лишилося двоє дітей — донька 2002 р.н. та син 2010 р.н.

## Нагороди та вшанування
- Указом Президента України № 291/2016 від 4 липня 2016 року — орденом «За мужність» III ступеня (посмертно)[1]
- 4 вересня 2015 року на будівлі ЗОШ Ройлянки відкрито меморіальну дошку Геннадію Лиховиду.